# Toralles
|  | No s'ha de confondre amb Estació de Toralles a Sant Joan de les Abadesses.. |

Toralles és un petit nucli de població del municipi de Montagut i Oix, a la Garrotxa. Abans de l'annexió del municipi d'Oix al de Montagut, el 1972, Toralles ja era un nucli de població del municipi de Montagut, donat que el seu terme s'hi havia annexat el 1846.
L'any 2007 hi eren censats 11 habitants.
El petit veïnat es vertebra al voltant de l'església romànica de Sant Martí. L'indret ja és citat l'any 977, i des del segle xi ho és el castell de Toralles, actualment inexistent, però que s'identifica amb les ruïnes del cim del Montpetit. Alguns historiadors sostenen però que aquestes ruïnes corresponen només a una torre de sentinella.
Al voltant de l'any 1300, Toralles comptava 36 masos, però diverses calamitats i la pesta negra reduïren dràsticament la població durant els anys següents.
Toralles va deixar de ser parròquia el 1594 (ja esmentada el 1209), quan va ser unida a Castellar.
Al cantó de l'església hi ha el gran casal d'El Mercer. Una mica més allunyat, hi ha el casal de La Costa. Es tracta de dos de les principals masies del terme.